# Haute-Sorne
Haute-Sorne je obec ve švýcarském kantonu Jura. Žije zde přibližně 7 000 obyvatel.
Obec vznikla k 1. lednu 2013 sloučením dříve samostatných obcí Bassecourt, Courfaivre, Glovelier, Soulce a Undervelier. V hlasování 5. února 2012 se voliči v pěti dotázaných obcích z celkových sedmi vyslovili pro sloučení; obce Boécourt a Saulcy odmítly sjednocení.
Obecní správa Haute-Sorne se nachází v Bassecourt.
Název Haute-Sorne je odvozen od říčky Sorne, která regionem protéká, a po vzoru obce Basse-Allaine založené 1. ledna 2009.

## Geografie

Glovelier, Bassecourt a Courvaivre (letecký pohled, 1953)

Obec se nachází západně od kantonálního hlavního města, Delémontu, převážně na náhorní plošině ve výšce kolem 500 metrů. Sousedními obcemi jsou Saulcy, Saint-Brais, Clos du Doubs, Boécourt, Develier, Courtéteile v kantonu Jura a Rebévelier, Petit-Val a Perrefitte v kantonu Bern.

## Doprava
Obec má dobré dopravní spojení. Nachází se na hlavní silnici 6 mezi Delémontem a La Chaux-de-Fonds a má vlastní napojení na úsek jurské dálnice A16 z Delémontu do Porrentruy, který byl otevřen v roce 1998 a je napojen jak na švýcarskou národní silniční síť, tak na francouzskou dálniční síť. 15. října 1876 byla otevřena železnice Delémont–Glovelier se stanicemi v Bassecourt a Courfaivre a 30. března 1877 bylo otevřeno západní pokračování trati tunelem Mont-Russelin do Saint-Ursanne a Porrentruy. Společnost Régional Saignelégier–Glovelier (RSG) otevřela trať do Saignelégier 21. května 1904; po sloučení do Chemins de fer du Jura (CJ) byla trať v roce 1948 uzavřena, přestavěna na metrový rozchod a znovu otevřena 4. října 1953, od té doby jezdí přes Saignelégier do La Chaux-de-Fonds. Od roku 2004 je obec obsluhována ve směru na Porrentruy a Basilej pokračováním linky S3 S-Bahn Basilej.